# Archivische Verzeichnung
Die archivische Verzeichnung ist, neben der Ordnung und der Erstellung eines Findhilfsmittels, ein wesentlicher Teil der Erschließung. Als Verzeichnen bezeichnet man die präzise Erfassung der wesentlichen Inhalte sowie der äußeren Kennzeichen einzelner Archivguteinheiten, zum Beispiel von Akten oder Karten und Plänen. Mit der Verzeichnung soll der Zugang zu den enthaltenen Informationen auf schnellem Wege ermöglicht werden. Ebenso soll der Entstehungszusammenhang des Archivgutes entsprechend dem Provenienzprinzip nachvollziehbar werden.

## Technik
Bis zum Ende der 1980er-Jahre erfolgte die Verzeichnung hand- oder maschinenschriftlich in Findbüchern, Repertorien sowie auf Verzeichnungskarten. Heute wird in der Regel mit einer Archivsoftware in Datenbanken verzeichnet.

## Arten und Intensität
Nach der Bewertung und Übernahme von Archivgut ist abzuwägen, nach welcher Methode und in welchem Umfang dieses zu verzeichnen ist. Die Entscheidung kann sich zum Beispiel nach dem Informationswert und dem Evidenzwert des Archivgutes richten. Jedoch ist nicht in jedem Fall eine Verzeichnung von (neuem) Archivgut zwingend notwendig. Es gibt Fälle, in welchen man je nach zur Verfügung stehender Bearbeitungszeit und Archivaliengattung zunächst auf eine Verzeichnung verzichten und stattdessen Ordnungsarbeiten vornehmen kann. Daraus ergeben sich folgende fünf Stufen der Ordnung und Verzeichnung:
- Ordnung ohne Verzeichnung: Dieses Verfahren ist vor allem bei sogenannten Massenakten geeignet, welche man nach einem bestimmten formalen Merkmal in eine Reihenfolge bringen kann. Zum Beispiel kann man eine alphabetische Ordnung oder Nummernfolge, wie Geburtsdatum oder Einlieferungsdatum, für bestimmte Aktengruppen verwenden. Archivalien, die man nach diesen Grundlagen bearbeiten kann, sind zum Beispiel Personalakten oder Patientenakten, welche zu den sogenannten Fallakten zählen. Dieses Verfahren ermöglicht einen schnellen und relativ unkomplizierten Zugriff auf die Archivguteinheiten.

- Ordnung nach Sachgruppen ohne Verzeichnung: In diesem Verfahren werden Aktengruppen auf Basis des Aktenplanes oder der Verwaltungsgliederung gebildet. In der Regel dient diese Methode als Vorbereitung für die eigentliche Erschließung des Bestandes. Sie bietet sich vor allem bei Behördenbeständen wie zum Beispiel der Schulverwaltung an. Die Aufstellung der Archivalien kann hier nach Aktenplangruppen wie etwa „Rechtsgrundlagen“, „Schulbau“ und „Schulbetrieb“ erfolgen.

- Ordnung und Gruppenverzeichnung: Bei der Gruppenverzeichnung werden die Einzeltitel nicht berücksichtigt. Es werden Angaben für eine Gruppe von Archivgut formuliert. Diese zeitsparende Art der Verzeichnung ist jedoch nur bei inhaltlich gleichförmigen Archivalien möglich. Ein theoretisches Beispiel wäre etwa: Protokoll der Stadtverordnetenversammlung, Band 1–8, 1960–1980, Signatur 16–24. Das summarische Zusammenfassen bezieht sich ausschließlich auf die Verzeichnung; die Akten werden nicht zusammengebunden, sondern verbleiben einzeln. Jede Akte erhält eine eigene Signatur.

- Einfache Verzeichnung: Diese Verzeichnungsmethode umfasst die Übernahme des vorhandenen Archivguttitels oder die Bildung eines neuen Titels ohne weitere Zusätze. Es wird davon ausgegangen, dass der Inhalt durch den Titel umfassend wiedergegeben ist. In bestimmten Fällen kann man auch Hilfsmittel, zum Beispiel behördliche Abgabelisten, gegebenenfalls als vorläufige Verzeichnung verwenden. Ein gutes Beispiel dafür sind Steuerakten.

- Erweiterte Verzeichnung: Bei dieser Art der Verzeichnung wird der Titel kritisch geprüft und gegebenenfalls berichtigt, überarbeitet oder ergänzt. „Enthält“-Vermerke können einen Aktentitel erweitern, verbessern oder korrigieren. So kann der alte Titel übernommen werden und durch einen passenden „Enthält“-Vermerk wie zum Beispiel „Enthält auch“ oder „Enthält nur“ berichtigt sowie durch die Vermerke „Enthält“, „Enthält unter anderem“ und  „Enthält vor allem“ erläutert werden. Parallel zum „Enthält auch“-Vermerk findet auch der „Darin“-Vermerk Anwendung, der oft auf Sammlungsgut (wie Broschüren) innerhalb der Akte verweist. Die erweiterte Verzeichnung bietet den Vorteil einer genaueren und fehlerfreien Verzeichnungsarbeit, ist jedoch auch sehr zeit- und arbeitsaufwendig und erfordert in der Regel ein umfassendes Wissen zum Inhalt des Archivbestandes.

## Prinzipien

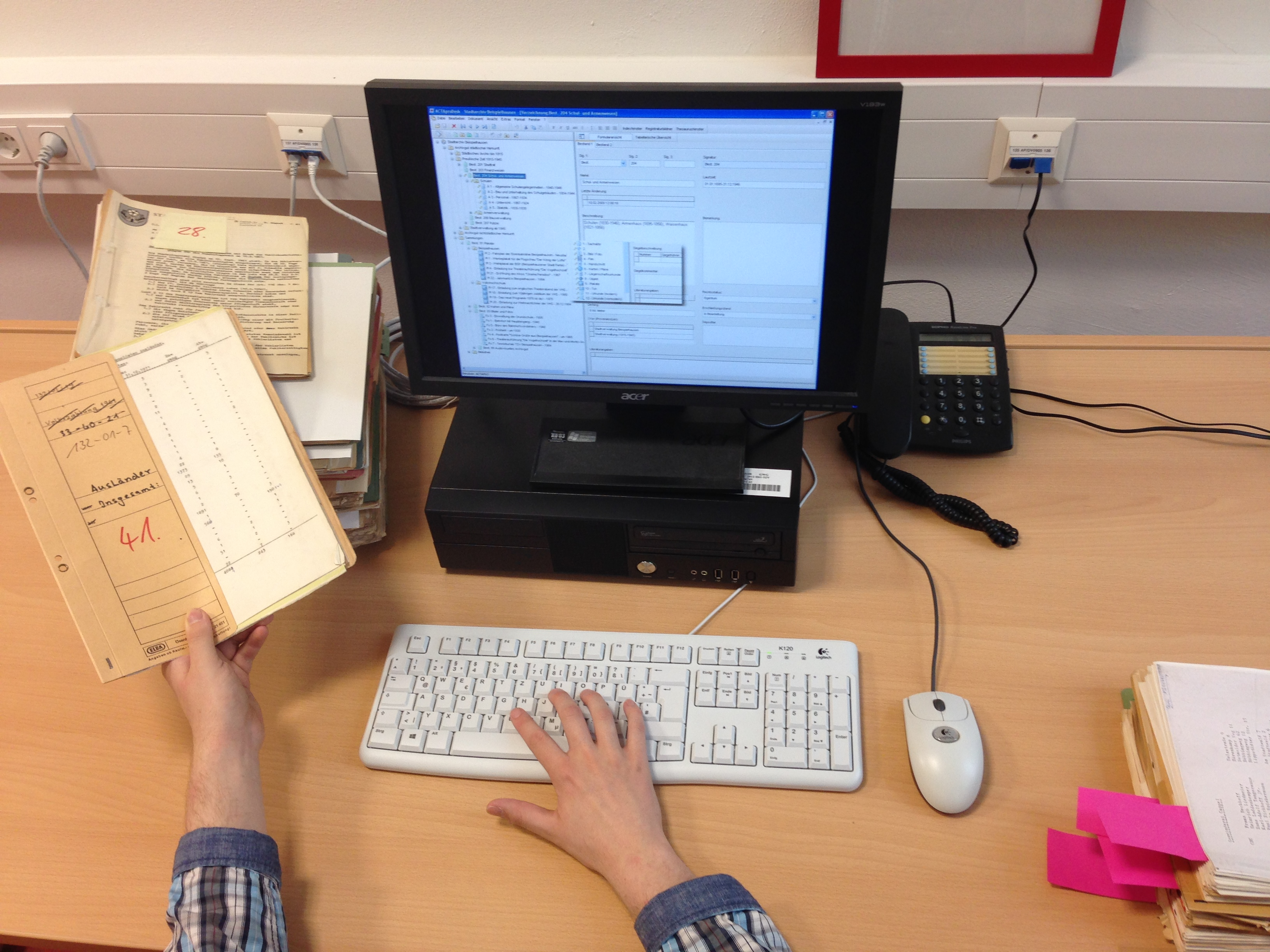
Archivische Verzeichnung von Akten nach dem Bär’schen Prinzip

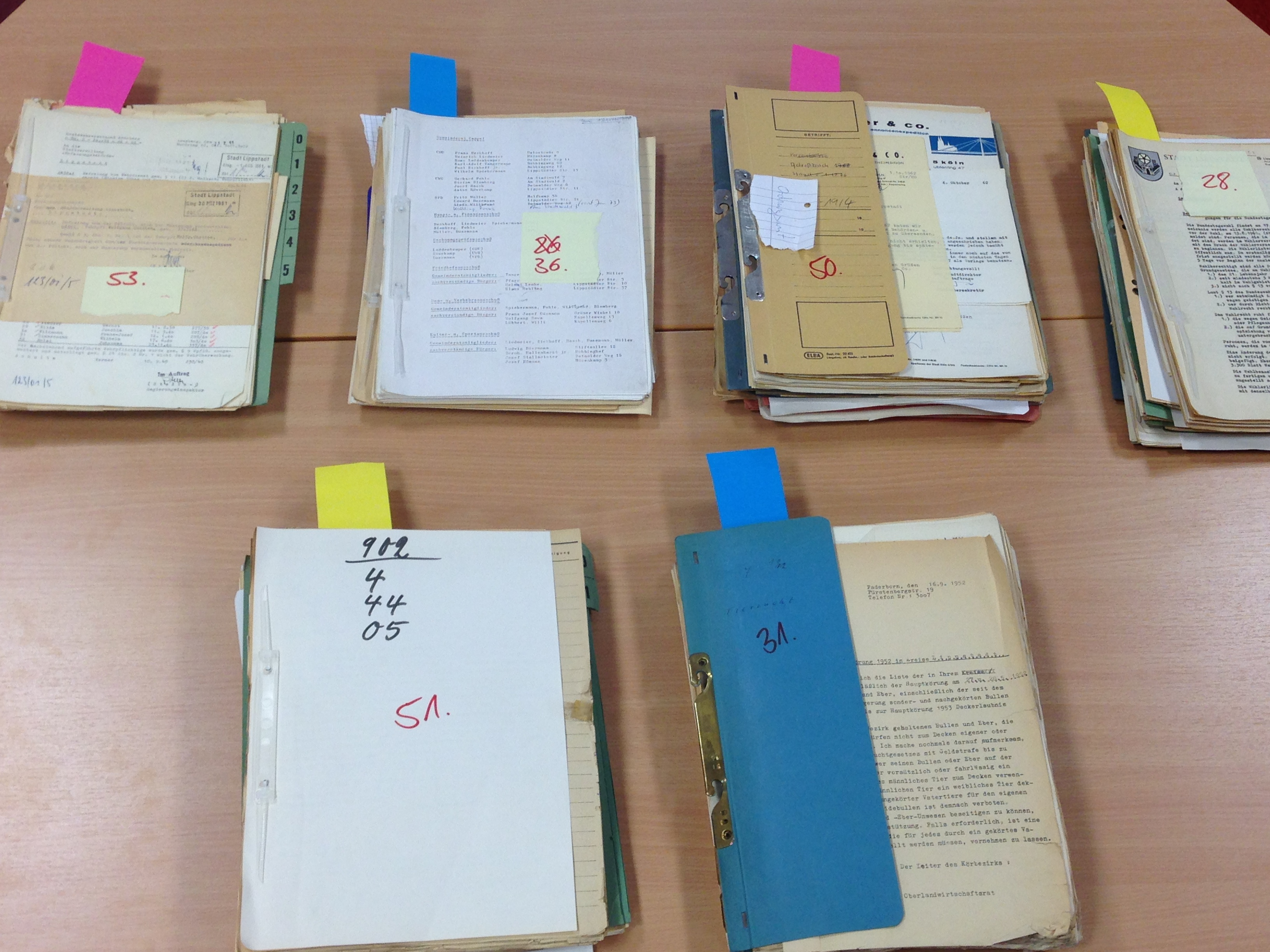
Archivische Verzeichnung von Akten unter Verwendung der Streifenmethode

In der archivischen Verzeichnung unterscheidet man grundlegend zwischen drei verschiedenen Prinzipien:
- Bär’sches Prinzip: Diese Methode wurde von dem Danziger Archivdirektor Max Bär (1855–1928) eingeführt. Dabei handelt es sich um ein Numerus-currens-Verfahren, bei welchem das Archivgut in der Reihenfolge verzeichnet wird, wie es zufällig oder vorsortiert in die Hand der bearbeitenden Person gerät. Die inhaltliche Gliederung oder die vorarchivische Sortierung des Archivbestandes werden dabei vorerst nicht berücksichtigt. Nach diesem Verfahren liegen die Verzeichnungseinheiten nicht in der Reihenfolge vor, die später die sachliche Gliederung vorgibt. In den dazugehörigen Findhilfsmitteln wird diese anschließend jedoch hergestellt, sodass Recherchen und weitere Bearbeitungen dadurch erleichtert werden. Die Methode des Bär’schen Prinzips ist sehr einfach und findet in den meisten Archiven Verwendung. Ihr großer Vorteil liegt darin, dass der Bestand jederzeit ohne komplizierte Ordnungs- oder Umordnungsarbeiten erweitert werden kann.
- Pertinenzprinzip (lateinisch: pertinere, ‚dazu gehören‘): Die Bestandsbildung erfolgt nach Sachbetreffen beziehungsweise einer Sachsystematik; Gliederung von Archivgut nach Territorial-, Personal- oder Sachbetreffen ohne Rücksicht auf die Entstehungszusammenhänge. Beim Pertinenzprinzip werden im Regelfall die Unterlagen verschiedener Registraturbildner vermischt, sodass Entstehung und Entwicklung eines Aktenbestandes verloren gehen (kann). Dies und der weitaus größere Verwaltungsaufwand, der für das Pertinenzprinzip erforderlich ist, führten dazu, dass man in größeren Archiven meist das Provenienzprinzip bevorzugt.
- Provenienzprinzip (lateinisch: provenire, „herkommen“): Als ein archivalisches Ordnungsprinzip bildet es die Grundlage für die Ordnung und Erschließung von Archivgut nach Herkunft und Entstehungszusammenhängen. Das Prinzip, Archivalien nach ihrer Provenienz (also ihrer Entstehung/Herkunft) von einem Registraturbildner, z. B. einer Behörde, zu Beständen zusammenzufassen, wurde schon ab 1770 von Philipp Ernst Spieß theoretisch erarbeitet und im geheimen Hausarchiv des Markgraftums Brandenburg-Kulmbach-Bayreuth auf der Plassenburg angewandt. Es hat sich jedoch erst im 19. Jahrhundert im Archivwesen stärker verbreitet und letztlich in den meisten Archiven Mitteleuropas durchgesetzt.

Eine Methode, welche unabhängig von den drei oben genannten Prinzipien genutzt werden kann, ist: 
- Streifenmethode: Soll die Lagerung mit der sachlichen Gliederung übereinstimmen, bietet sich das Verfahren der Streifenmethode an. Hierbei erhalten die Archivguteinheiten zunächst auf einem eingelegten Papierstreifen eine provisorische (vorläufige) Signatur. Die endgültige Signatur wird hier erst nach der Klassifizierung vergeben. Das Verfahren der Streifenmethode ist zeitaufwendig und raumintensiv, da die Archivguteinheiten hier zur Bearbeitung mehrfach herangezogen werden müssen. Geeignet ist sie unter anderem bei bereits abgeschlossenen und überschaubaren Archivbeständen, bei welchen kein Zuwachs mehr zu erwarten ist.

## Verzeichnungsangaben

### Grundlegendes zur Titelaufnahme
Die Grundlage der Verzeichnung ist die Titelaufnahme. Heutzutage gibt es innerhalb Deutschlands keine einheitliche Grundlage für die archivische Titelaufnahme. Es gibt jedoch auch Staaten, welche ihren Archiven Grundsätze für die Titelaufnahme gesetzlich vorgeben. So stützte sich die DDR zum Beispiel auf ihre Ordnungs- und Verzeichnungsgrundsätze für die Staatlichen Archive der Deutschen Demokratischen Republik, kurz OVG.
Auf internationaler Ebene gibt es bis heute den Standard ISAD(G). Aus archivfachlicher Sicht werden bestimmte Datenfelder als unverzichtbar angesehen, um das Archivgut eindeutig zu beschreiben. Zu den wichtigsten Angaben in der Titelaufnahme gehören die Felder Archivsignatur, Aktentitel und Laufzeit.

### Felder der Titelaufnahme
| Feld                   | Beschreibung | Beispiel(e) |
| ---------------------- | --- | --- |
| Provenienz             | Bezeichnet den Registraturbildner, bei welchem die Archivguteinheit entstanden ist oder den letzten Zuwachs erfahren hat. Zu Beginn der Verzeichnungsarbeiten sind Informationen zum Registraturbildner zumindest in Grundzügen zu recherchieren und ggf. anzugeben (Gründung, Aufgaben, Auflösung etc.).                                            | Gemeinde Musterhausen |
| Bestandsbezeichnung    | Gibt den Namen des Bestandes an. Sie ist oft mit der Provenienz identisch. | Gemeinde Musterhausen oder K 500 |
| Archivsignatur         | Dient der eindeutigen Identifizierung der Archivguteinheit innerhalb des Bestandes. Sie muss als Bestellsignatur im Findbuch eindeutig erkennbar sein. Man unterscheidet zwischen vorläufigen und endgültigen Archivsignaturen. | Amtsgericht Musterhausen Nr. 10 |
| Klassifikation         | Die Klassifikation (Bestandsgliederung) bildet die Grundlage für die innere Ordnung von Beständen. Jede Archivguteinheit wird bei der Verzeichnung einer Klassifikationsgruppe zugeordnet. Innerhalb der Gruppen werden die Einheiten chronologisch geordnet.                                                                                        | 1. Gemeinde Musterhausen > 1.1 Polizeiwesen, 1.2 Schulwesen                                                                            |
| Datierung/Laufzeit     | Beschreibt die zeitliche Erstreckung des Archivgutinhalts. Das Anfangsdatum ist das Datum des ältesten Schriftstückes und das Schlussdatum das des jüngsten Schriftstückes. Bei ungenauen Datumsangaben kann man die Angaben „um“, „vor“ oder „nach“ mit Jahreszahl auswählen. Schriftgut ohne Datum wird durch „o. D.“ (ohne Datum) gekennzeichnet. | 1950–1970 (eindeutige Laufzeit) um 1750, vor 1750, nach 1750 (nicht eindeutig)                                                         |
| Aktentitel             | Soll den Inhalt der Archiveinheit in kurzer, zusammenfassender Form wiedergeben. Bei der Formulierung des Aktentitels muss der Entstehungszweck des Archivales deutlich werden. Falsche oder missverständliche Titel sind zu berichtigen bzw. zu verbessern.                                                                                         | Schulordnung der Kunstgewerbeschule (missverständlich) > Korrekturen und Neufassungen der Schulordnung der Kunstgewerbeschule (besser) |
| „Enthält“-Vermerke     | Hierbei unterscheidet man je nach Verzeichnungsfall zwischen verschiedenen Varianten: | |
| Enthält:               | Der Vermerk umfasst den gesamten Inhalt der Archivguteinheit in vollständiger Wiedergabe. | Enthält: Bau einer neuen Grundschule in der Gemeinde Musterhausen                                                                      |
| Enthält unter anderem: | Der Vermerk umfasst nur ausgewählten Inhalt aus der Archivguteinheit. Die Teile des Inhalts, welche dabei von besonderer qualitativer Bedeutung sind, werden hervorgehoben. | Enthält u. a.: Satzung, Gesellschaftsvertrag                                                                                           |
| Enthält vor allem:     | Der Vermerk umfasst nur eine Auswahl aus dem Inhalt der Archivguteinheit, welche den Großteil davon ausmacht (quantitative Bedeutung). | Enthält v. a.: Inventarlisten |
| Enthält auch:          | Der Vermerk berichtigt zu eng gefasste Aktentitel. | Enthält auch: Protokolle der Stadtverordneten und des Beirats                                                                          |
| Enthält nur:           | Der Vermerk berichtigt zu weit gefasste Aktentitel. | Enthält nur: Überregionale Pressebeobachtung                                                                                           |
| Darin-Vermerk:         | Der Vermerk wird zur Angabe von formal oder physisch abweichendem Material verwendet. Er stellt eine Alternative zum „Enthält auch“-Vermerk dar. | Karten, Pläne, Plakate oder Fotos |
| Bandnummer             | Bei Aktentiteln, zu denen eine Bandreihe von mehreren Archivguteinheiten gehört, wird für jede Verzeichnungseinheit die Bandnummer aufgenommen. | Gemeinde Musterhausen Nr. 10 Bd. 1: Nr. 1–50, Bd. 2: Nr. 51–150, Bd. 3: Nr. 151–250                                                    |
| Bemerkungen            | Zu den Bemerkungen gehören z. B. Angaben zum Erhaltungszustand, zur Benutzbarkeit oder zu den Schutzfristen bei personenbezogenen Unterlagen. | Akte ist von Schimmel befallen und nicht zur Benutzung freigegeben                                                                     |
| Verweise               | Werden z. B. angebracht, um registraturmäßige und inhaltliche Zusammenhänge zwischen Beständen, Archivaliengruppen oder Archivguteinheiten darzustellen. | siehe auch Nr. 919 und 920; Nachakten siehe A Schulverwaltung, Nr. 234–245                                                             |

## Protokoll
Während des Verzeichnens sollte der Bearbeiter ein Protokoll anlegen, in welchem er alle Erkenntnisse, die nicht direkt in die Verzeichnung eingegangen sind (z. B. Hinweise zur Behördengeschichte, Schriftgutstrukturen), vermerkt. Dieses dient als Gedächtnisstütze für den Verzeichner und bildet die Grundlage für das Vorwort und die Gliederung des Findhilfsmittels. Daneben kann es für die Fortführung der Verzeichnung durch einen anderen Mitarbeiter von großer Hilfe sein.